# فيكتور باتيستا
فيكتور باتيستا (2 أكتوبر 1979 في جمهورية الدومينيكان - ) (بالإنجليزية: Víctor Batista)‏ هو لاعب كرة طائرة دومينيكا.